# مارگارت کالین
مارگارت کالین (انگلیسی: Margaret Colin؛ زادهٔ ۲۶ مهٔ ۱۹۵۸) یک هنرپیشه، و بازیگر سینما اهل ایالات متحده آمریکا است.
از فیلم‌ها یا برنامه‌های تلویزیونی که وی در آن نقش داشته‌است می‌توان به روز استقلال، بی‌وفا، آموس و اندرو، چیزی وحشی، زن قصاب، شخص گمشده، زیبا در لباس صورتی و مثل پدر مثل پسر اشاره کرد.